# Tessère de Shait
Shait Tessera
Pour les articles homonymes, voir Shait.
La tessère de Shait (désignation internationale : Shait Tessera) est un terrain polygonal situé sur Vénus dans le quadrangle d'Henie. Il a été nommé en référence à Shait (en), déesse égyptienne de la destinée humaine.